# Lukas Prantl
Lukas Prantl (* 20. März 1968 in Meran, Südtirol) ist ein Südtiroler Arzt und Leiter des Hochschulzentrums für Plastische- und Ästhetische, Hand- und Wiederherstellungschirurgie an der Universität Regensburg.

## Leben

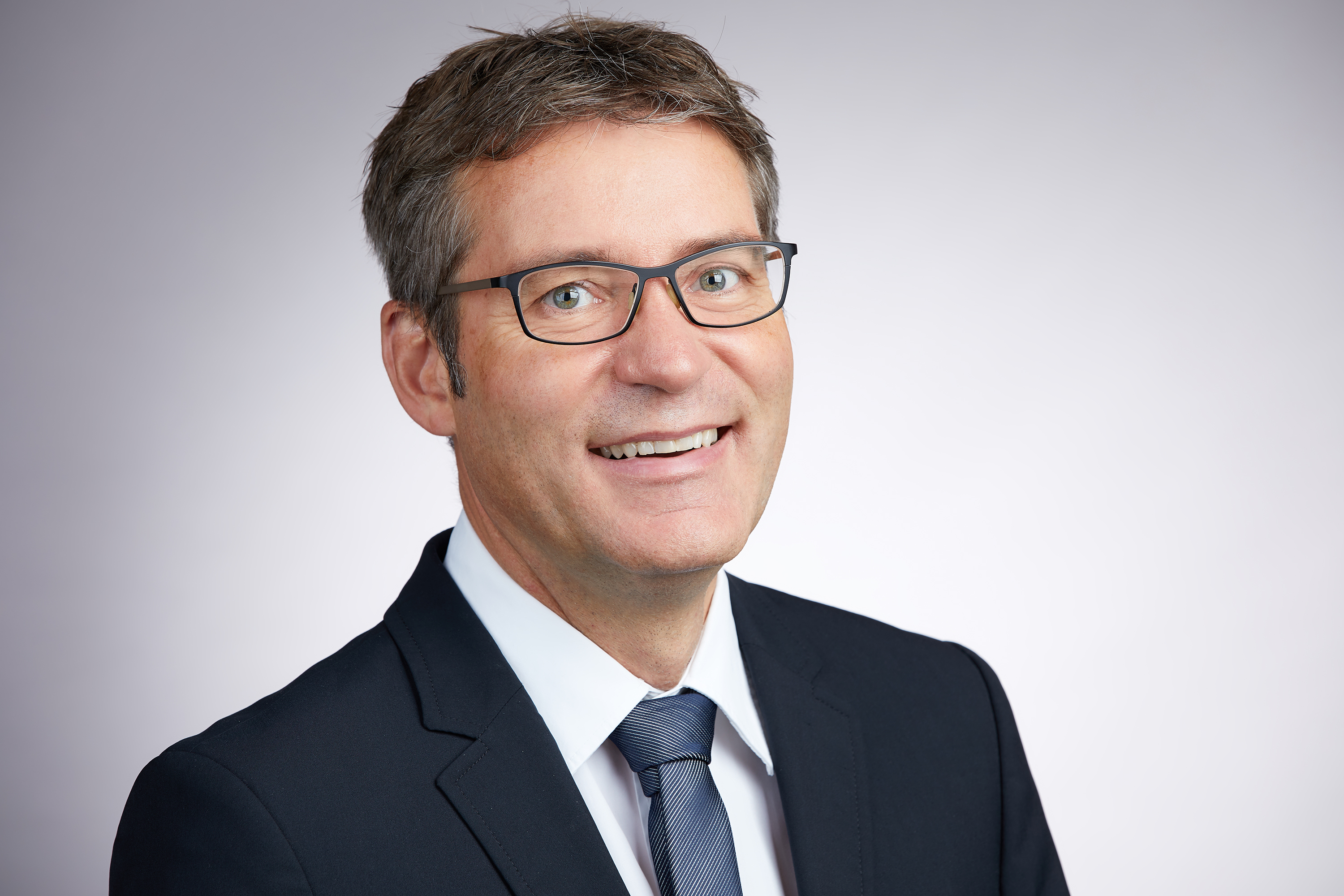
Lukas Prantl © foto: ukr

Prantl machte sein Abitur 1986 am Josef-Ferrari-Gymnasium in Meran. Von 1988 bis 1994 studierte er Medizin an der Universität Innsbruck. 1994 promovierte er mit Auszeichnung und erhielt die Approbation in Bologna am 24. November 1994. Anschließend erwarb er am Klinikum rechts der Isar der Technischen Universität München seinen Facharzt in Chirurgie (2000) und im Anschluss in Plastischer und Ästhetischer Chirurgie am Universitätsklinikum Regensburg (2004), sowie die Zusatzbezeichnung für Handchirurgie (2008). Zudem erwarb er die europäischen Facharztanerkennungen (EBOPRAS und FESSH). 2007 habilitierte er sich an der medizinischen Fakultät der Universität Regensburg. 2009 hatte er eine Gastprofessor am M. D. Anderson Cancer Center in Houston, University of Texas inne.
2010 wurde er zum Professor und Akademischen Direktor des Hochschulzentrums für Plastische- und Ästhetische-, Hand- und Wiederherstellungschirurgie in Regensburg ernannt. Prantl hatte einen Ruf auf die Universitätsprofessur für Plastische Chirurgie in Leipzig und Wien. 2019 erwarb er den Master of Health Business Administration (MHBA) an der Universität Erlangen-Nürnberg, Lehrstuhl für Gesundheitsmanagement. 
Er ist Präsident der Deutschen Gesellschaft der Plastischen, Rekonstruktiven und Ästhetischen Chirurgen (DGPRÄC) und der Deutschen Gesellschaft für klinische Mikrozirkulation und Hämorheologie (DGKMH).
Neben den Präsidentschaften bekleidet er zahlreiche weitere Ämter und ist Herausgeber der international renommierten Fachzeitschrift „Clinical Hemorheology and Microcirculation“. Er forscht unter anderem zur Gewebedurchblutung, den Einsatzmöglichkeiten von Fettgewebe und Fettgewebsstammzellen zur Gewebeerneuerung und zur menschlichen Attraktivität.